# Gran Premio de Gran Bretaña de Motociclismo de 2016
El Gran Premio de Gran Bretaña de Motociclismo de 2016 (oficialmente Octo British Grand Prix) es la duodécima prueba del Campeonato del Mundo de Motociclismo de 2016. Tuvo lugar en el fin de semana del 2 al 4 de septiembre de 2016 en el Circuito de Silverstone, situado entre las localidades de Northamptonshire y Buckinghamshire, Gran Bretaña.
La carrera de MotoGP fue ganada por Maverick Viñales, seguido de Cal Crutchlow y Valentino Rossi. Thomas Lüthi fue el ganador de la prueba de Moto2, por delante de Franco Morbidelli y Takaaki Nakagami. La carrera de Moto3 fue ganada por Brad Binder, Francesco Bagnaia fue segundo y Bo Bendsneyder tercero.
Maverick Viñales consiguió su primera victoria en MotoGP y la primera desde Malasia en Moto2 en 2014. Esta carrera marca la primera victoria de Suzuki desde el Gran Premio de Francia de 2007.

## Resultados

### Resultados MotoGP
La carrera fue parada en la primera vuelta debido a un accidente entre Loris Baz y Pol Espargaró; para el reinicio posterior, la distancia de la carrera se redujo de 20 a 19 vueltas.
| Pos.    | N.º | Piloto           | Constructor | Vueltas | Tiempo              | Parrilla | Puntos |
| ------- | --- | ---------------- | ----------- | ------- | ------------------- | -------- | ------ |
| 1       | 25  | Maverick Viñales | Suzuki      | 19      | 39:03.559           | 3        | 25     |
| 2       | 35  | Cal Crutchlow    | Honda       | 19      | +3.480              | 1        | 20     |
| 3       | 46  | Valentino Rossi  | Yamaha      | 19      | +4.063              | 2        | 16     |
| 4       | 93  | Marc Márquez     | Honda       | 19      | +5.992              | 5        | 13     |
| 5       | 26  | Dani Pedrosa     | Honda       | 19      | +6.381              | 4        | 11     |
| 6       | 4   | Andrea Dovizioso | Ducati      | 19      | +12.303             | 10       | 10     |
| 7       | 41  | Aleix Espargaró  | Suzuki      | 19      | +16.672             | 11       | 9      |
| 8       | 99  | Jorge Lorenzo    | Yamaha      | 19      | +19.432             | 9        | 8      |
| 9       | 9   | Danilo Petrucci  | Ducati      | 19      | +25.618             | 14       | 7      |
| 10      | 19  | Álvaro Bautista  | Aprilia     | 19      | +32.084             | 19       | 6      |
| 11      | 68  | Yonny Hernández  | Ducati      | 19      | +36.131             | 20       | 5      |
| 12      | 50  | Eugene Laverty   | Ducati      | 19      | +39.130             | 6        | 4      |
| 13      | 22  | Alex Lowes       | Yamaha      | 19      | +40.143             | 16       | 3      |
| 14      | 8   | Héctor Barberá   | Ducati      | 19      | +41.356             | 18       | 2      |
| 15      | 53  | Esteve Rabat     | Honda       | 19      | +41.943             | 21       | 1      |
| 16      | 43  | Jack Miller      | Honda       | 19      | +47.610             | 12       |        |
| 17      | 45  | Scott Redding    | Ducati      | 19      | +1:56.177           | 7        |        |
| Ret     | 29  | Andrea Iannone   | Ducati      | 13      | Caída               | 8        |        |
| Ret     | 6   | Stefan Bradl     | Aprilia     | 2       | Caída               | 17       |        |
| DNS     | 76  | Loris Baz        | Ducati      | 0       | No retomó la salida | 13       |        |
| DNS     | 44  | Pol Espargaró    | Yamaha      | 0       | No retomó la salida | 15       |        |
| 1. 2.   |     |                  |             |         |                     |          |        |
| Fuente: |     |                  |             |         |                     |          |        |

### Resultados Moto2
| Pos.    | N.º | Piloto              | Constructor | Vueltas | Tiempo    | Parrilla | Puntos |
| ------- | --- | ------------------- | ----------- | ------- | --------- | -------- | ------ |
| 1       | 12  | Thomas Lüthi        | Kalex       | 18      | 38:49.473 | 10       | 25     |
| 2       | 21  | Franco Morbidelli   | Kalex       | 18      | +0.856    | 6        | 20     |
| 3       | 30  | Takaaki Nakagami    | Kalex       | 18      | +1.179    | 11       | 16     |
| 4       | 55  | Hafizh Syahrin      | Kalex       | 18      | +1.359    | 5        | 13     |
| 5       | 94  | Jonas Folger        | Kalex       | 18      | +1.970    | 3        | 11     |
| 6       | 7   | Lorenzo Baldassarri | Kalex       | 18      | +5.292    | 8        | 10     |
| 7       | 40  | Álex Rins           | Kalex       | 18      | +7.962    | 19       | 9      |
| 8       | 24  | Simone Corsi        | Speed Up    | 18      | +8.421    | 9        | 8      |
| 9       | 54  | Mattia Pasini       | Kalex       | 18      | +8.556    | 27       | 7      |
| 10      | 49  | Axel Pons           | Kalex       | 18      | +13.740   | 25       | 6      |
| 11      | 23  | Marcel Schrötter    | Kalex       | 18      | +15.381   | 23       | 5      |
| 12      | 11  | Sandro Cortese      | Kalex       | 18      | +16.089   | 14       | 4      |
| 13      | 97  | Xavi Vierge         | Tech 3      | 18      | +16.564   | 17       | 3      |
| 14      | 60  | Julián Simón        | Speed Up    | 18      | +22.155   | 13       | 2      |
| 15      | 52  | Danny Kent          | Kalex       | 18      | +22.190   | 12       | 1      |
| 16      | 19  | Xavier Siméon       | Speed Up    | 18      | +27.892   | 22       |        |
| 17      | 2   | Jesko Raffin        | Kalex       | 18      | +29.045   | 18       |        |
| 18      | 14  | Ratthapark Wilairot | Kalex       | 18      | +29.195   | 28       |        |
| 19      | 27  | Iker Lecuona        | Kalex       | 18      | +31.565   | 26       |        |
| 20      | 87  | Remy Gardner        | Kalex       | 18      | +31.722   | 21       |        |
| 21      | 22  | Sam Lowes           | Kalex       | 18      | +32.701   | 1        |        |
| 22      | 5   | Johann Zarco        | Kalex       | 18      | +35.232   | 2        |        |
| 23      | 57  | Edgar Pons          | Kalex       | 18      | +38.296   | 20       |        |
| 24      | 70  | Robin Mulhauser     | Kalex       | 18      | +38.716   | 24       |        |
| 25      | 73  | Álex Márquez        | Kalex       | 18      | +44.146   | 4        |        |
| Ret     | 10  | Luca Marini         | Kalex       | 17      | Motor     | 16       |        |
| Ret     | 44  | Miguel Oliveira     | Kalex       | 11      | Retirado  | 15       |        |
| Ret     | 32  | Isaac Viñales       | Tech 3      | 0       | Caída     | 7        |        |
| 1.      |     |                     |             |         |           |          |        |
| Fuente: |     |                     |             |         |           |          |        |

### Resultados Moto3
| Pos.    | N.º | Piloto                 | Constructor | Vueltas | Tiempo           | Parrilla | Puntos |
| ------- | --- | ---------------------- | ----------- | ------- | ---------------- | -------- | ------ |
| 1       | 41  | Brad Binder            | KTM         | 17      | 38:39.142        | 4        | 25     |
| 2       | 21  | Francesco Bagnaia      | Mahindra    | 17      | +0.183           | 1        | 20     |
| 3       | 64  | Bo Bendsneyder         | KTM         | 17      | +0.336           | 8        | 16     |
| 4       | 62  | Stefano Manzi          | Mahindra    | 17      | +0.787           | 34       | 13     |
| 5       | 8   | Nicolò Bulega          | KTM         | 17      | +0.802           | 9        | 11     |
| 6       | 4   | Fabio Di Giannantonio  | Honda       | 17      | +0.883           | 25       | 10     |
| 7       | 33  | Enea Bastianini        | Honda       | 17      | +1.016           | 2        | 9      |
| 8       | 44  | Arón Canet             | Honda       | 17      | +1.409           | 12       | 8      |
| 9       | 36  | Joan Mir               | KTM         | 17      | +1.193           | 5        | 7      |
| 10      | 88  | Jorge Martín           | Mahindra    | 17      | +1.624           | 7        | 6      |
| 11      | 19  | Gabriel Rodrigo        | KTM         | 17      | +2.400           | 14       | 5      |
| 12      | 65  | Philipp Öttl           | KTM         | 17      | +8.585           | 23       | 4      |
| 13      | 95  | Jules Danilo           | Honda       | 17      | +12.807          | 6        | 3      |
| 14      | 55  | Andrea Locatelli       | KTM         | 17      | +12.839          | 11       | 2      |
| 15      | 84  | Jakub Kornfeil         | Honda       | 17      | +12.885          | 15       | 1      |
| 16      | 58  | Juan Francisco Guevara | KTM         | 17      | +13.174          | 28       |        |
| 17      | 17  | John McPhee            | Peugeot     | 17      | +13.216          | 17       |        |
| 18      | 48  | Lorenzo Dalla Porta    | KTM         | 17      | +13.326          | 10       |        |
| 19      | 76  | Hiroki Ono             | Honda       | 17      | +16.963          | 19       |        |
| 20      | 11  | Livio Loi              | Honda       | 17      | +32.397          | 22       |        |
| 21      | 40  | Darryn Binder          | Mahindra    | 17      | +39.125          | 27       |        |
| 22      | 89  | Khairul Idham Pawi     | Honda       | 17      | +39.140          | 16       |        |
| 23      | 7   | Adam Norrodin          | Honda       | 17      | +39.257          | 24       |        |
| 24      | 53  | Marco Bezzecchi        | Mahindra    | 17      | +39.414          | 35       |        |
| 25      | 24  | Tatsuki Suzuki         | Mahindra    | 17      | +39.516          | 29       |        |
| 26      | 6   | María Herrera          | KTM         | 17      | +39.714          | 13       |        |
| 27      | 3   | Fabio Spiranelli       | Mahindra    | 17      | +51.679          | 33       |        |
| 28      | 77  | Lorenzo Petrarca       | Mahindra    | 17      | +1:09.870        | 30       |        |
| 29      | 16  | Andrea Migno           | KTM         | 17      | +1:32.740        | 20       |        |
| DSQ     | 23  | Niccolò Antonelli      | Honda       | 17      | (+0.920)         | 3        |        |
| Ret     | 9   | Jorge Navarro          | Honda       | 15      | Caída            | 18       |        |
| Ret     | 43  | Stefano Valtulini      | Mahindra    | 15      | Caída            | 31       |        |
| Ret     | 42  | Marcos Ramírez         | Mahindra    | 14      | Fallo Mecánico   | 26       |        |
| Ret     | 20  | Fabio Quartararo       | KTM         | 5       | Perdida potencia | 21       |        |
| Ret     | 12  | Albert Arenas          | Peugeot     | 0       | Electrónica      | 32       |        |
| 1. 2.   |     |                        |             |         |                  |          |        |
| Fuente: |     |                        |             |         |                  |          |        |